# Ray Kwon
Ray Kwon은 대한민국의 래퍼다. 2021년 싱글 《말하는 대로》로 정식 데뷔했다.

## 방송
- 수퍼비의 랩 학원 (2019) - Top44

## 음반
- 말하는 대로 (2021)
- Love Me More (2022)
- I'm Sorry BB:/ (2024)

## 피처링
- BUNG - 우리 애들 (2019)
- BUNG - Lucky (2019)
- #CASH ADE - 켠김에 왕까지 (2022)
- #CASH ADE - SHAKE IT (2023)